# Jakob Andreas Crusius
 (mars 2024).
Pour les articles homonymes, voir Crusius.
Jakob Andreas Crusius (né le 9 novembre 1636 à Hanovre, mort le 16 août 1680 dans la même ville) est un juriste allemand.

## Biographie
Jakob Andreas Crusius est le fils du juriste Christoph Crusius. Il étudie le droit à l'université de Wittenberg, à l'université de Leipzig et à l'université de Helmstedt et s'occupe de questions théologiques. Il entreprend ensuite un voyage pédagogique typique de l'époque qui le mène à travers l'Allemagne, la Hollande et la France.
De retour à Helmstedt en 1662, il y obtient son doctorat en droit. L'année suivante, il prend un poste de syndic à Minden. En 1667, il travaille comme avocat dans sa ville natale et en 1678, il est nommé au tribunal et au conseil du gouvernement. Crusius se fait un nom en tant qu'érudit grâce à ses écrits dans le domaine du droit.
Ses deux ouvrages De jure offerendi, paru en 1661, le 20 juin 1662 et De nocte et nocturnis officiis, paru en 1660, le 8 mars 1662 sont mis à l’Index librorum prohibitorum par décret.